# Brick Lane

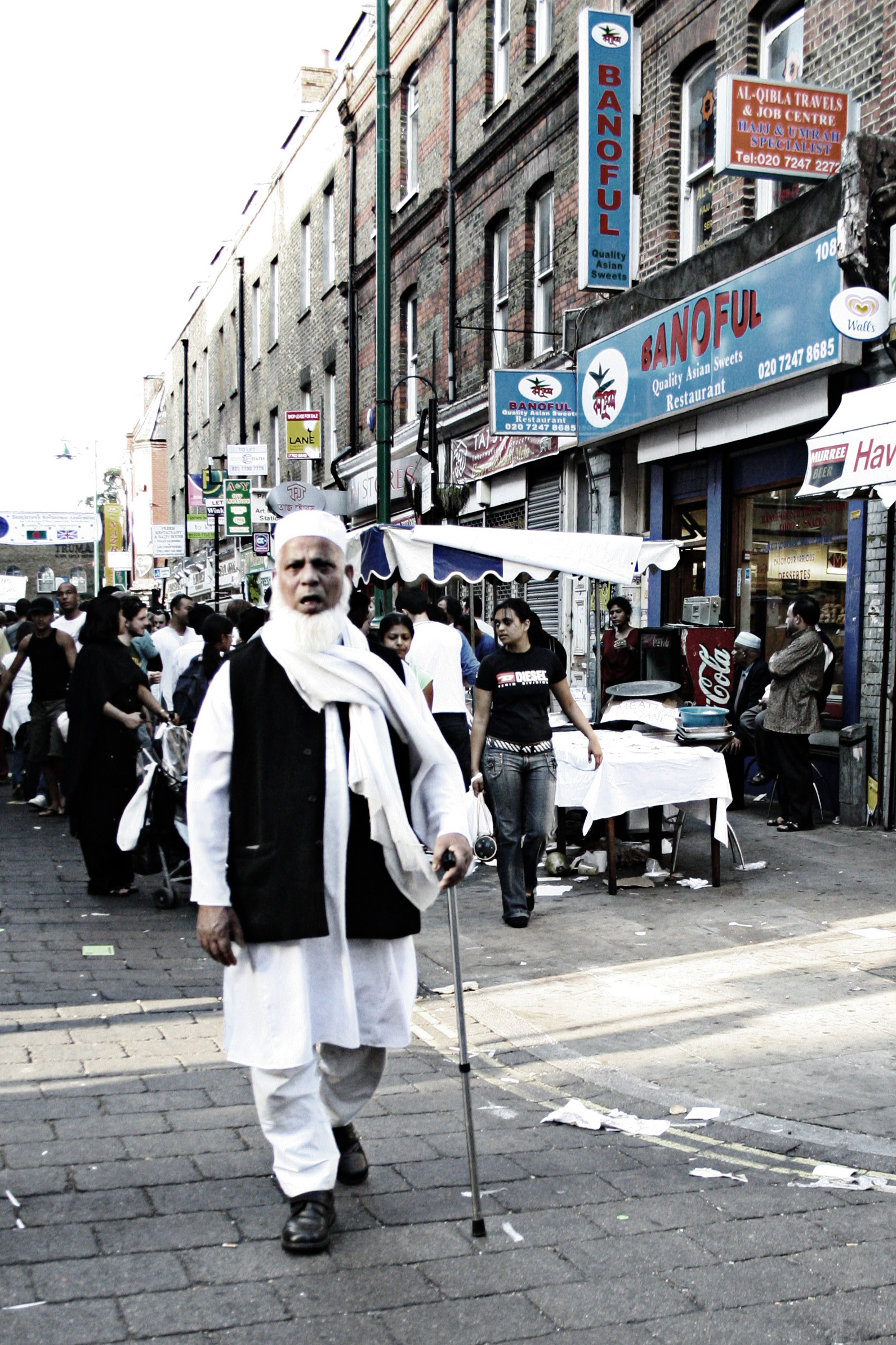
Blick in die Brick Lane

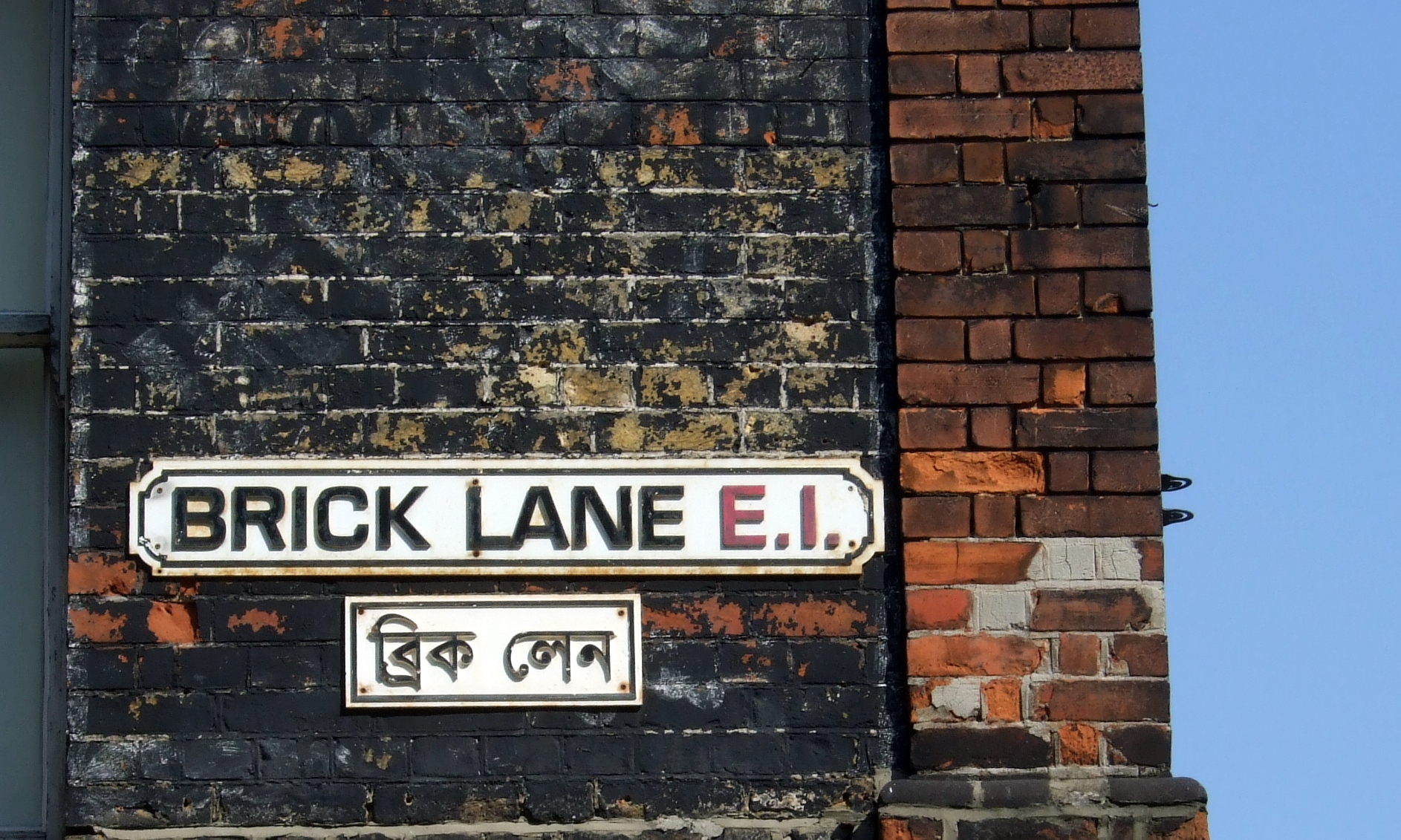
Brick-Lane-Straßenschild in Englisch und Bengali.

Die Brick Lane (Bengali: ব্রিক লেন) ist eine Straße im Londoner Stadtbezirk Tower Hamlets. Sie führt von Bethnal Green im Norden durch Spitalfields bis Whitechapel im Süden und ist eine der bekanntesten Straßen des Londoner East Ends. Die Straße gilt als das Herz der Bangladeschi-Gemeinde Londons und ist unter anderem für ihre zahlreichen südasiatischen Restaurants und ihren Straßenmarkt bekannt. Straße und Straßenmarkt gelten heute als Londoner Touristenattraktion.
Die Brick Lane ist rund einen Kilometer lang und größtenteils nur in eine Richtung befahrbar.

## Geschichte

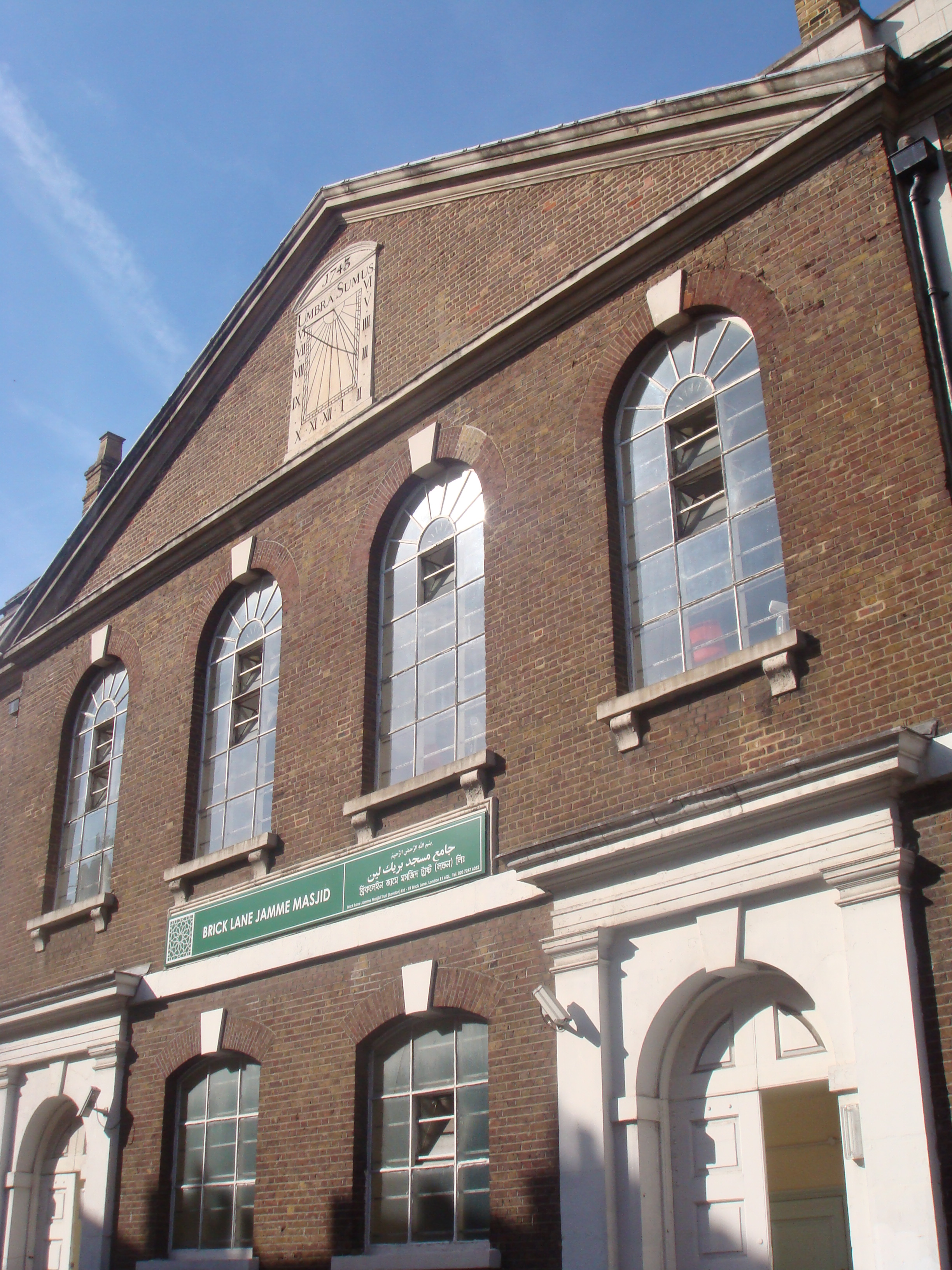
Die Brick-Lane-Moschee, zunächst als Kirche, später als Synagoge und heute als Moschee verwendet, reflektiert den demographischen Wandel des Stadtteils.

Ursprünglich trug die Straße den Namen Whitechapel Lane und verlief in einer ländlichen Gegend. Ihr heutiger Name bezieht sich auf die Backstein-Produktion, die seit dem 15. Jahrhundert den lokalen Ziegellehm verarbeitete. Im 17. Jahrhundert entwickelte sich die Straße aufgrund des Bevölkerungszuwachses zu einem Wohngebiet. Zahlreiche Einwanderer ließen sich in der Gegend nieder, so zunächst französische Hugenotten. In dieser Zeit entwickelte sich der Stadtteil zu einem Zentrum des Weberhandwerks, der Schneiderei und Bekleidungsherstellung.
Im 19. Jahrhundert ließen sich zunehmend irische Immigranten und aschkenasische Juden in der Brick Lane nieder. Zu Beginn des 20. Jahrhunderts erhöhte sich die Zahl der Juden durch eine neue Einwanderungswelle. Im späten 20. Jahrhundert kam eine neue Gruppe von Einwanderern aus Bangladesch hinzu, die die Straße inzwischen dominiert und prägt.
1742 erbauten die Hugenotten La Neuve Eglise, eine protestantische Kirche, an der Ecke Brick Lane und Fournier Street. Ab 1809 wurde sie von Missionaren als The Jews’ Chapel zur Missionierung der wachsenden jüdischen Bevölkerung genutzt. Von 1819 an diente sie der methodistischen Gemeinde als Kirche, ab 1898 war sie unter dem Namen Machzikei HaDath Synagoge. Nach dem Zuzug zahlreicher Bangladesher dient sie seit 1976 unter dem Namen London Jamme Masjid als Moschee. Das Gebäude steht unter Denkmalschutz (Grade II* listed). Brick Lane ist Teil der Conservation Area „Brick Lane and Fournier Street“; außer der Moschee stehen aber noch etliche weitere Gebäude in diesem Bereich darüber hinaus gesondert als Bau- und Kulturdenkmale unter Denkmalschutz; so etwa das Eckhaus 125 Brick Lane.